# Grete Fischer (Schriftstellerin)
Grete Fischer (* 11. Februar 1922 in Stettin, Pommern; † 9. Oktober 1993 in Wolfenbüttel, Niedersachsen) war eine deutsche Schriftstellerin und ausgebildete Säuglingsschwester.

## Leben
Grete Fischer wurde am 11. Februar 1922 in Stettin geboren. Nach ihrer allgemeinen Schulausbildung machte sie das Staatsexamen zur Säuglingsschwester und arbeitete danach in der Memelniederung, wo sie in engen Kontakt mit den Menschen kam.
Bereits früh fanden ihre Texte Aufnahme in Zeitungen, Zeitschriften und Jahrbüchern – unter anderem auch im Ostpreußenblatt. Die Veröffentlichung eines eigenen Buches, ihr langgehegter Wunsch, erfüllte sich für Grete Fischer hingegen erst zu einem späteren Zeitpunkt. Im Jahr 1978 wurde sie mit dem Literaturpreis des Ostdeutschen Kulturrates geehrt. Erst der Verleger Ingwert Paulsen erkannte die Qualität von Fischers Texten und veröffentlichte in seiner Husum Druck- und Verlagsgesellschaft in den letzten Lebensjahren der Autorin insgesamt sechs Bände ihrer Werke. Dies waren Niemals vergeß ich auf meinen Fahrten… (1984), Letzter Sommer in Ostpreußen (1986), Unerreichbar wie der Mond (1987), Lieber Leierkastenmann (1988), Licht von fernen Küsten (1989) und Wenn ein Tag zum Märchen wird (1990). Ihre Erzählungen reichen von feinfühligen Liebesgeschichten bis hin zu Texten über Trennung, Schmerz und Verlust – doch durchziehen sie stets auch leise Töne von Hoffnung und Zuversicht, die eine versöhnliche Grundstimmung erkennen lassen.
Fischer, die zwar nur drei Jahre ihres Lebens in Ostpreußen verbracht hatte, diesem Landstrich und seinen Bewohnern jedoch zahlreiche Texte widmete, führte zuletzt gemeinsam mit ihrem Ehemann ein Hotel in Wolfenbüttel, wo sie am 9. Oktober 1993 im Alter von 71 Jahren verstarb.

## Schriften (Auswahl)
- Niemals vergeß ich auf meinen Fahrten…. Geschichten aus Ostpreußen. Husum Druck- und Verlagsgesellschaft, Husum 1984. (2. Auflage: 1986)
- Letzter Sommer in Ostpreußen. Husum Druck- und Verlagsgesellschaft, Husum 1986. (2. Auflage: 1987, 3. Auflage: 1993)
- Unerreichbar wie der Mond. Ostpreußische Heimwehgeschichten. Husum Druck- und Verlagsgesellschaft, Husum 1987.
- Lieber Leierkastenmann. Stettiner Geschichten. Husum Druck- und Verlagsgesellschaft, Husum 1988.
- Licht von fernen Küsten. Ostpreußische Erzählungen. Husum Druck- und Verlagsgesellschaft, Husum 1989.
- Wenn ein Tag zum Märchen wird. Weihnachtliche Erzählungen und Gedichte. Husum Druck- und Verlagsgesellschaft, Husum 1990.